# Henriette Puig-Roget
Henriette Puig-Roget (* 9. Januar 1910 in Bastia auf Korsika; † 24. November 1992 in Paris) war eine französische Organistin, Pianistin und Komponistin.

## Leben und Wirken
Der Tochter des Generals Henri Roget besuchte ab 1919 das Pariser Konservatorium, wo sie Schülerin von Sophie Chéné, Isidore Philipp, Abel Estyle, Jean und Noël Gallon, Maurice Emmanuel und Marcel Dupré war. Sie gewann sechs erste Preise (unter anderem in den Fächern Klavier und Orgel) sowie 1933 den Premier Second Grand Prix de Rome.
Im Folgejahr wurde Puig-Roget Organistin am Oratoire de Louvre (bis 1979) und der Großen Synagoge von Paris (bis 1951). Von 1935 bis 1975 arbeitete sie auch als Pianistin beim Radio. Von 1957 bis 1979 unterrichtete sie Klavierbegleitung am Conservatoire de Paris, danach an der Universität von Tokio. Zu ihren Schülern zählten Gilbert Amy, Alain Louvier, Daniel Roth, Yasuko Tasumi, Maki Namekawa und Mami Sakato.
Sie trat als Solistin mit Orchestern wie dem Orchestre National de'ORTF, dem Orchestre Colonne und dem Orchestre de la Société de Conservatoire auf und spielte auf Schallplatte Werke von Marc-Antoine Charpentier, Michel-Richard Delalande, Nicolas Bernier, Jean-Baptiste Lully und Camille Saint-Saëns und von zeitgenössischen Komponisten wie Alejandro García Caturla und Amadeo Roldán ein.
Puig-Roget schuf Orchesterwerke, Kammermusik, kirchenmusikalische Werke sowie Kompositionen für Orgel, darunter Cortège funèbre, Deploracion de la semana santa, Toccata severa und Triathlon. Der Schlagzeuger und Komponist Guilhem Flouzat ist ihr Enkel.